# Pleuraphodius bibatillatus
Pleuraphodius bibatillatus är en skalbaggsart som beskrevs av Rudolph Petrovitz 1958. Pleuraphodius bibatillatus ingår i släktet Pleuraphodius och familjen Aphodiidae. Inga underarter finns listade i Catalogue of Life.